# 寧國府 (紅樓夢)
寧國府，又稱東府，是小説《紅樓夢》中寧國公賈演家族的府邸，與榮國公之榮國府合稱賈府，寧榮二府位於金陵的寧榮街上。書中出場的人物有賈敬（賈演之孫）、賈珍（賈敬之子）、尤氏（賈珍之妻）、賈蓉（賈珍之子）、秦可卿（賈蓉之妻）等。